# José Antonio Álvarez Baena
José Antonio Álvarez Baena (Madrid, 1754-Madrid, 1799) fue un cronista, historiador y biógrafo español.

## Biografía
Nació en 1754, hijo de José Antonio y Antonia. Se dio a conocer por la obra titulada Hijos de Madrid, publicada en cuatro volúmenes entre 1789 y 1791 y cuyo título se completa con «ilustres en santidad, dignidad, armas, ciencias y artes». Escribió también un Compendio histórico de las grandezas de la coronada Villa de Madrid, Corte de la Monarquía de España, trabajo reducido que, según apunta Ballesteros Robles, «demuestra que tuvo pensamiento de hacer otra obra de más extensión». En 1791, presentó ante el consejo el plan de unos Anales de Madrid, que, tras ser remitidos a la Real Academia de la Historia, recibieron el visto bueno. No se llegaron a publicar, sin embargo. Falleció al filo del cambio de siglo o ya entrado este. Su hermano Tomás Antonio fue escritor.

## Obras
- Hijos de Madrid, ilustres en santidad, dignidades, armas, ciencias y artes. Diccionario histórico por el orden alfabético de sus nombres que consagra al Ilmo. y Nobilísimo Ayuntamiento de la Imperial y Coronada Villa de Madrid. Madrid, Benito Cano, 1789-1791, cuatro vols.; reimpreso en Madrid, 1799 y en Madrid: Edic. Atlas, 1973, 4 tomos en 4º. Vol. I, vol. II, vol. III y vol. IV.
- Compendio histórico de las grandezas de la coronada villa de Madrid, Corte de la Monarquía de España. Madrid: Antonio de Sancha, 1786. Reimpreso facsímil por Ediciones Ábaco, 1978, y Madrid: El Museo Universal,1985.